# Ascensión Chirivella Marín
Ascensión Chirivella Marín, född 1894, död 1980, var en spansk jurist. 
Hon blev 1922 landets första kvinnliga advokat. 